# Kemalettin Şentürk
Kemalettin Şentürk (Artvin, 9 febbraio 1970) è un allenatore di calcio ed ex calciatore turco, di ruolo difensore.

## Palmarès

### Giocatore

#### Competizioni nazionali
- Campionato turco: 1

Fenerbahçe: 1995-1996